# 硯海 (潜水艦母艇)
硯海（けんかい）は、日本海軍の潜水艦母艇。
艦名は関門海峡の雅称で元の意味は硯の墨汁のたまった部分のこと。
1902年（明治35年）に呉で雑役船（320トン曳船）「硯海丸」として進水、1905年（明治38年）雑役船（潜水艇母艇）となる。1910年（明治43年）の第六潜水艇の遭難では「豊橋」「歴山丸」と共にその救助に従事した。1920年（大正9年）7月1日に特務艇（潜水艦母艇）に編入され「硯海」と改名。1927年（昭和2年）12月1日に除籍、1929年（昭和4年）に売却された。